# 에르마나스미라발주

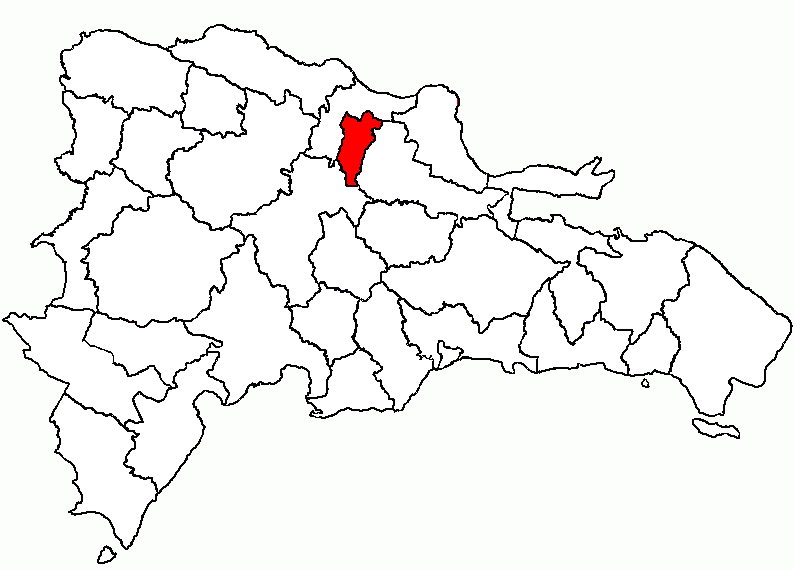
에르마나스미라발 주의 위치

에르마나스미라발주(스페인어: Hermanas Mirabal)는 도미니카 공화국 북부에 위치한 주로 주도는 살세도이며 면적은 440.43km2, 인구는 121,887명(2014년 기준)이다. 1952년 에스파이야트 주에서 분리되어 신설되었다.
주 이름은 라파엘 트루히요 독재 정권에 저항하다가 암살당한 미라발 자매를 기념하기 위해 붙여진 이름이다. 북쪽으로는 에스파이야트 주, 남쪽으로는 라베가 주, 동쪽으로는 두아르테 주와 접한다. 3개 지방 자치체와 2개 지구를 관할한다.